# مستشفى الإسراء التخصصي (طولكرم)
مستشفى الإسراء التخصصي، هو أحد المستشفيات الخاصة في دولة فلسطين، ويقع في مدينة طولكرم، ويقدم المشفى خدماته الطبية للسكان، ويدخل المشفى آلالاف المراجعين سنويًا من كافة المناطق. كان يسمى سابقًا بمستشفى الزكاة.

## الموقع
يقع مستشفى الإسراء التخصصي في مدينة طولكرم بالضفة الغربية.

## أقسام المستشفى
يضم المشفى الأقسام التالية:
- قسم الجراحة والعمليات.
- قسم الباطني.
- قسم الولادة.
- قسم الطوارئ.
- قسم العناية المكثفة (ICU).
- قسم العناية الحثيثة بالقلب (CCU).
- قسم الخداج والحاضنات.
- قسم الأطفال.
- قسم التصوير الطبي والأشعة.
- المختبر وبنك الدم.
- الصيدلية.
- العيادات الخارجية.
- قسم العلاج الطبيعي.

## توسعة المستشفى
تم تنفيذ مشروع توسعة المستشفى واستحداث أقسام طبية جديدة، منها:
- قسم جراحة القلب والتنظير.
- قسم الجراحات الخاصة والأوعية الدموية.
- قسم الأعصاب والدماغ.
- قسم جراحة العيون.
- قسم الأجنحة الملكية الطبية.

## معرض الصور

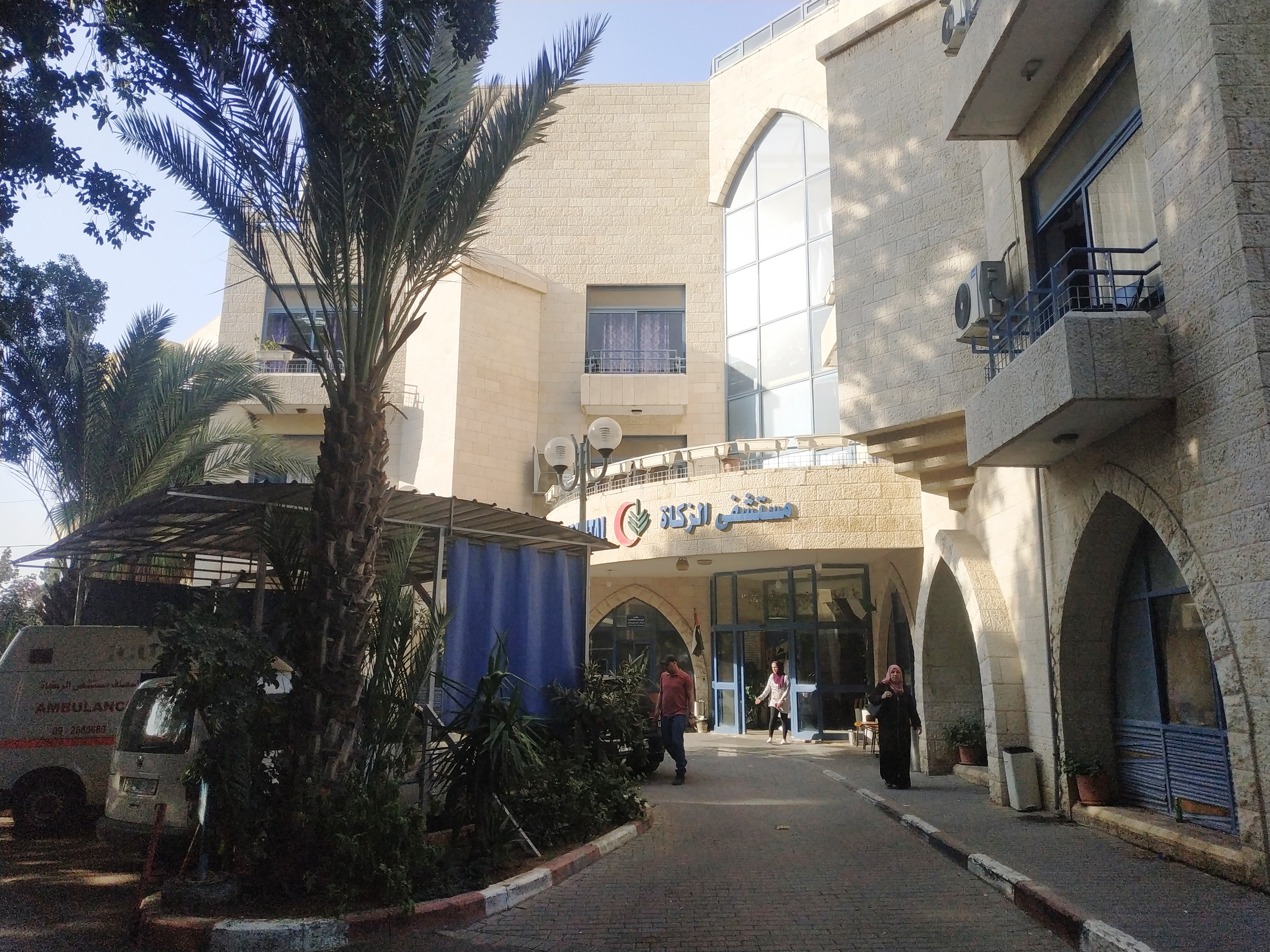
مدخل المستشفى